# Козаківка (Ровеньківський район)
Козаківка — селище в Україні, в Хрустальненській міській громаді Ровеньківського району Луганської області. Населення становить 137 осіб. Орган місцевого самоврядування — Краснолуцька сільська рада. Населення становить 137 осіб. Козаківка одне з найменших сіл в Україні

## Історія
Колишнє німецьке село називалось також Зелінгер, нім. Selinger; також Зелінгорівка, Красний Козак, до 1917 року — Катеринославська губернія, Слов'яносербський повіт; у радянський період — Іванівський та Краснолуцький райони. Землі у користуванні німецької громади 2183 десятин.
7 (20) листопада 1917 року, відповідно до Третього Універсалу Української Центральної Ради, увійшло до складу Української Народної Республіки.  
23 листопада 1945 року колонія Козаківка перейменована на селище Козаківка.

## Населення
Станом на 1926 рік проживало 290 німців.
За даними перепису 2001 року населення селища становило 137 осіб, з них 27,74 % зазначили рідною українську мову, 70,8 % — російську, а 1,46 % — іншу.